# Kirche Wolfersdorf (Berga-Wünschendorf)

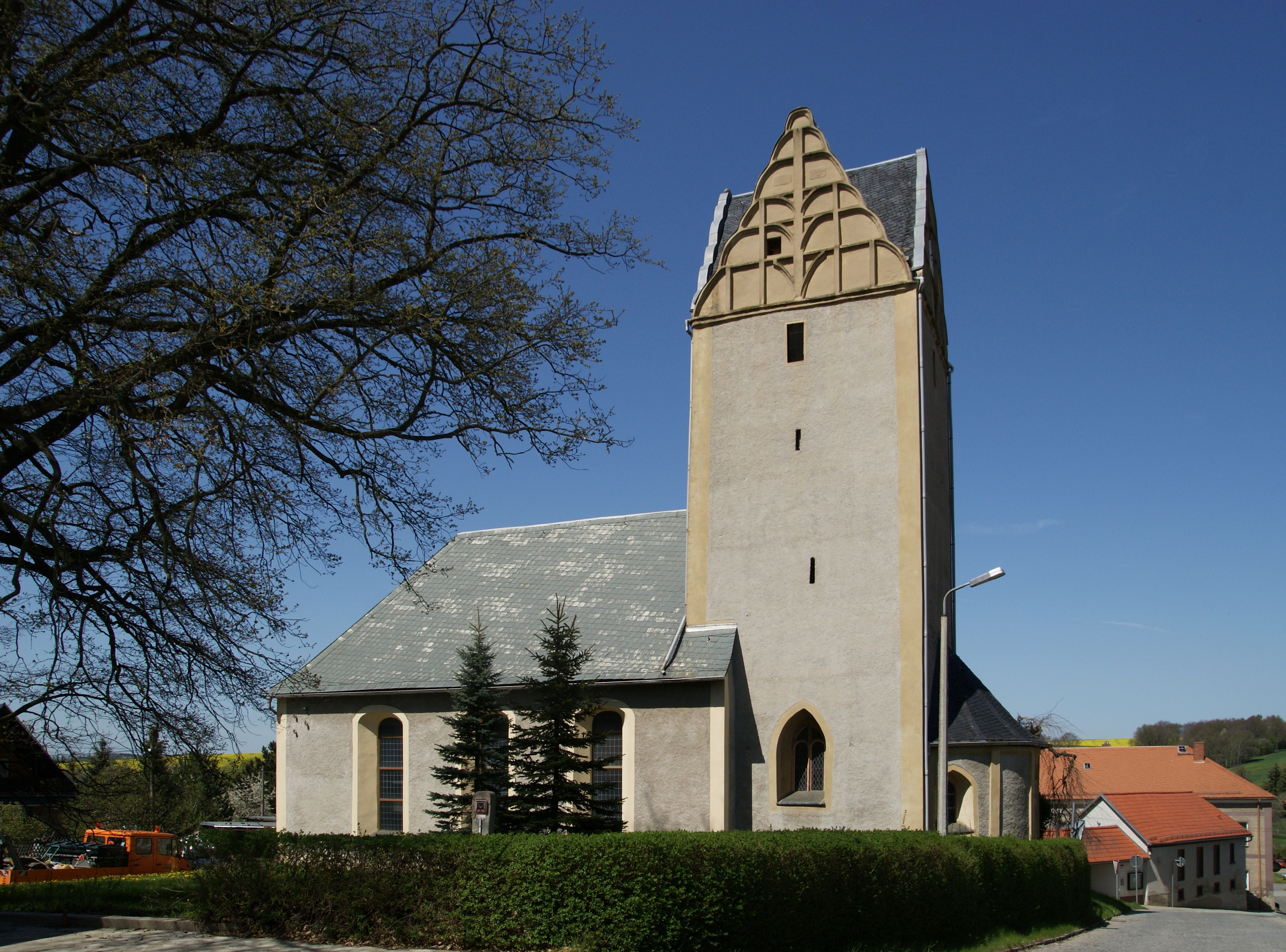
Kirche Wolfersdorf

Die evangelisch-lutherische denkmalgeschützte Kirche  Wolfersdorf steht in Wolfersdorf, einem Ortsteil von Berga-Wünschendorf im Landkreis Greiz in Thüringen. Die Kirchengemeinde Wolfersdorf gehört zum Pfarrbereich Wünschendorf-Endschütz im Kirchenkreis Gera der Evangelischen Kirche in Mitteldeutschland.

## Beschreibung
Die im Wesentlichen romanische Saalkirche wurde am beginnenden 13. Jahrhundert gebaut. Sie hat einen eingezogenen Chor, auf dem sich der Chorturm erhebt und daran angebaut eine halbrunde Apsis. Im 16. Jahrhundert wurde der Turm erhöht, 1765 das Kirchenschiff vergrößert, ein abgewalmtes Satteldach aufgesetzt und innen eine ornamental bemalte Kassettendecke eingezogen. Das Portal befindet sich im Westen. An der Südseite des Chors befinden sich spätgotische Maßwerkfenster, die übrigen Fenster haben Korbbögen. Als Gliederung der Wände wurden Lisenen aufgeputzt. Der Turm hat Giebel mit Elementen des Jugendstils und zwei sich kreuzende Satteldächer. 1906 wurde der Innenraum neu ausgemalt und eine Patronatsloge eingebaut. 1991/92 erfolgten innen und außen Restaurierungsarbeiten.
Der Chor ist mit einem Kreuzgratgewölbe überspannt und hat eingeschossige Emporen. Der Altar stammt von 1693, ebenso die Kanzel. Zwei einfache Grabsteine aus dem 18. Jahrhundert befinden sich im Chor. Die Orgel mit 12 Registern, verteilt auf 2 Manuale und ein Pedal, wurde 1900 von Jehmlich Orgelbau Dresden gebaut.